# Marian Pietras
Marian Pietras (ur. 3 grudnia 1934 w Czółnach) – polski działacz partyjny i państwowy, w latach 1975–1983 wicewojewoda zamojski.

## Życiorys
Syn Antoniego i Antoniny. Absolwent Akademii Rolniczej w Lublinie. Ukończył także: 2,5-roczny kurs dla wykładowców lubelskiej filii Wieczorowego Uniwersytetu Marksizmu-Leninizmu, dwutygodniowy kurs dla kadry kierowniczej w Ośrodku Doskonalenia Kadr Kierowniczych przy KC PZPR (1976) i pięciotygodniowy kurs w Wyższej Szkole Partyjnej KC KPZR w Moskwie (1978).
Od 1948 do 1956 członek Związku Młodzieży Polskiej; w 1963 wstąpił do PZPR. W latach 1956–1975 pracował na kierowniczych stanowiskach w prezydium Powiatowej Rady Narodowej w Bełżycach (członek egzekutywy PPRN, członek biura rolnego przy KP) i w prezydium Wojewódzkiej Rady Narodowej w Lublinie (członek Komitetu Zakładowego w Urzędzie Wojewódzkim i komisji przy KW PZPR). W 1975 i 1980 wybrany w skład Wojewódzkiej Rady Narodowej w Zamościu. Od 1975 do 1983 jako pierwsza osoba sprawował funkcję wicewojewody zamojskiego.